# Apteka „Pod Murzynem” we Wrocławiu

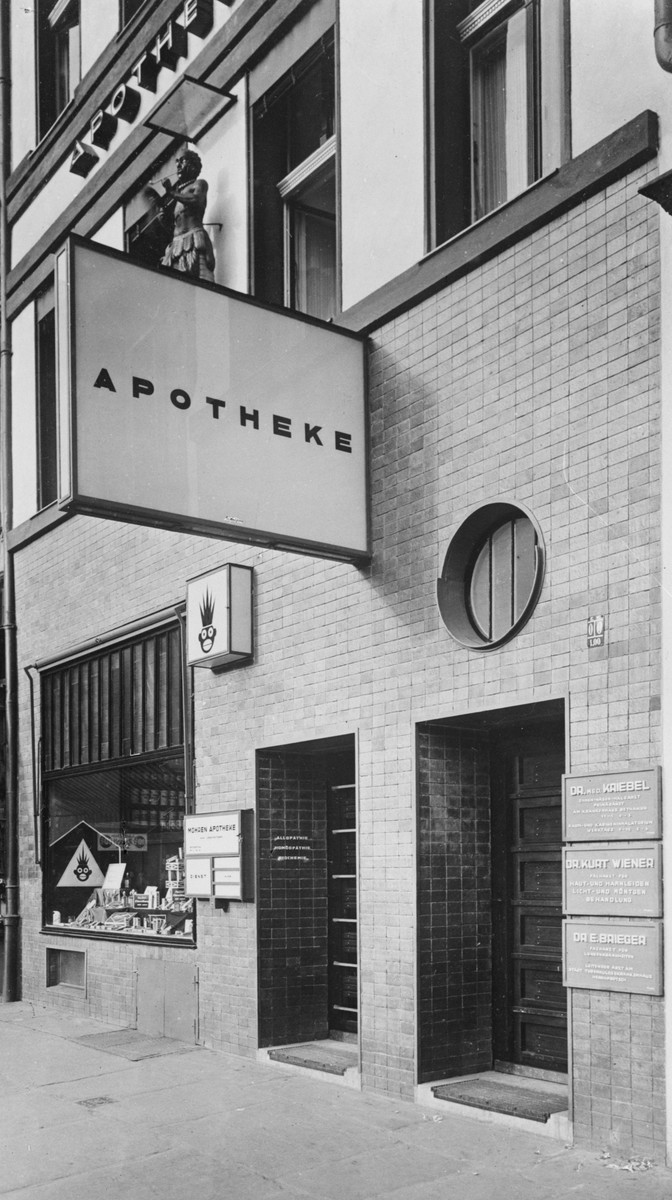
Budynek apteki około roku 1927. Witryny sklepów na parterze i fragment fasady

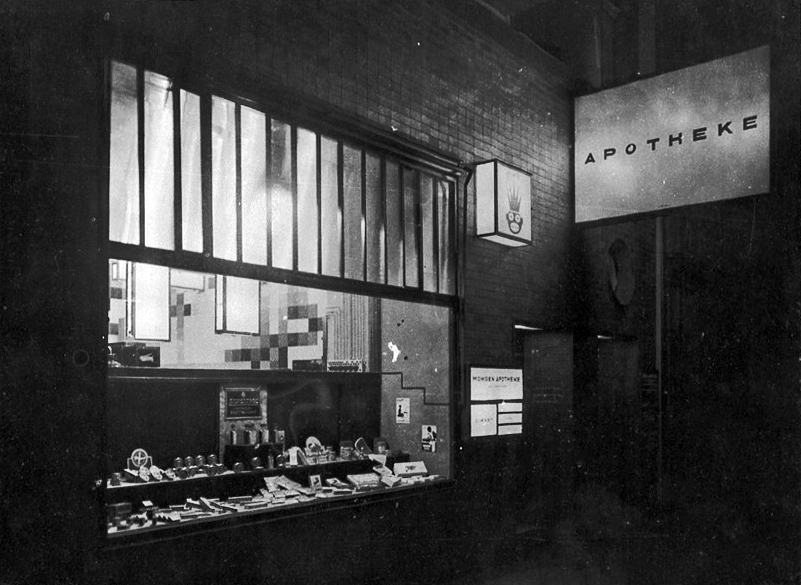
Witryna apteki nocą około roku 1927

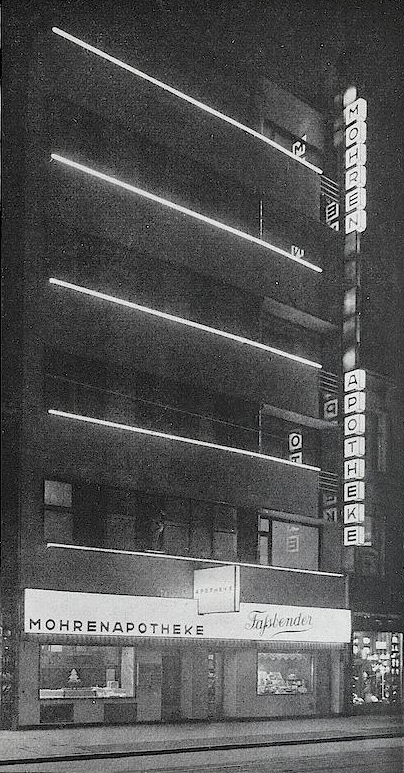
Nocna oprawa budynku na zdjęciu z roku 1929

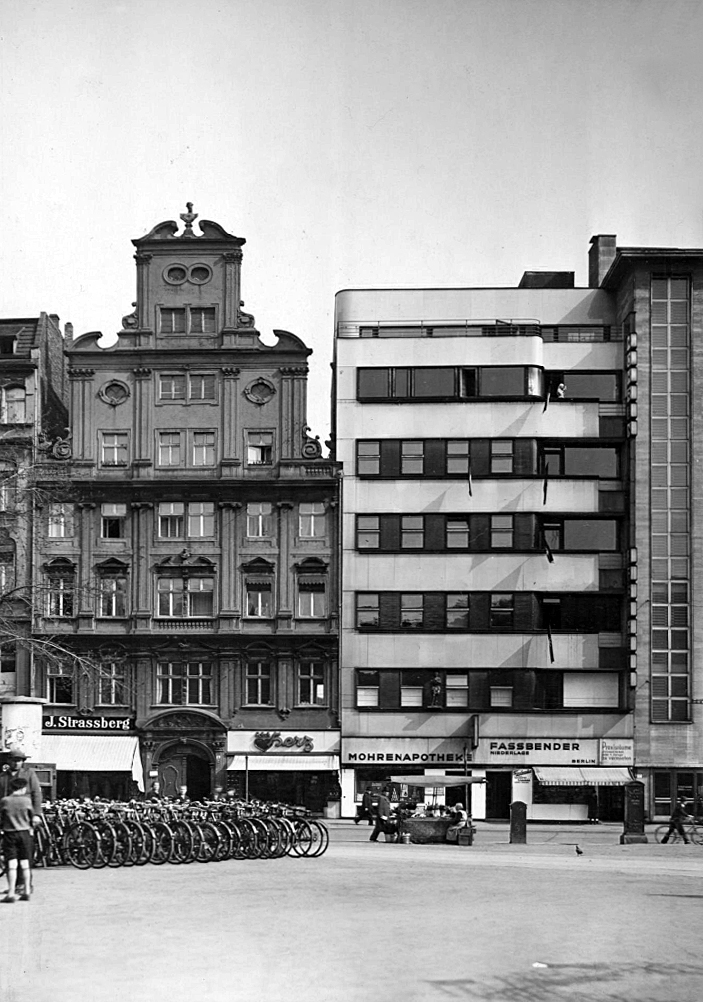
Budynek apteki po przebudowie z roku 1928. Zdjęcie z przełomu lat 30 i 40 XX w.

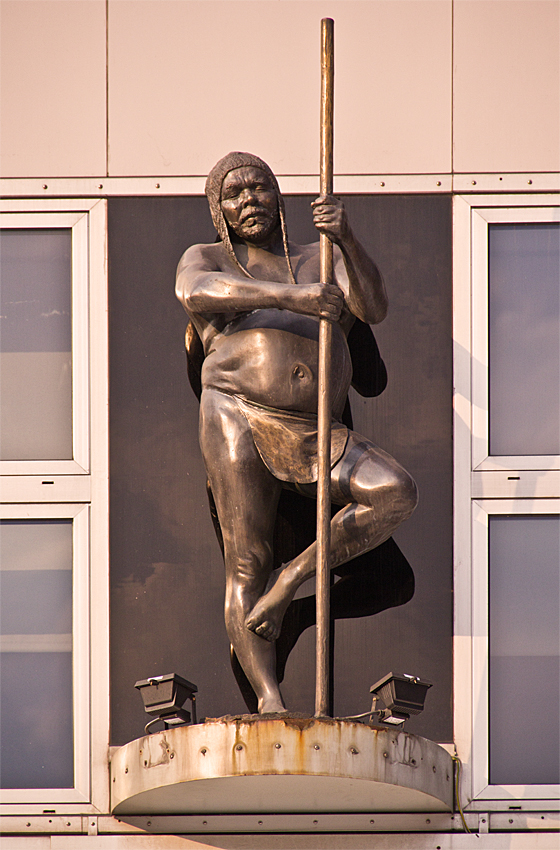
Postać Murzyna na fasadzie budynku – odlew ciała Eugeniusza Geta-Stankiewicza wykonany przez Stanisława Wysockiego

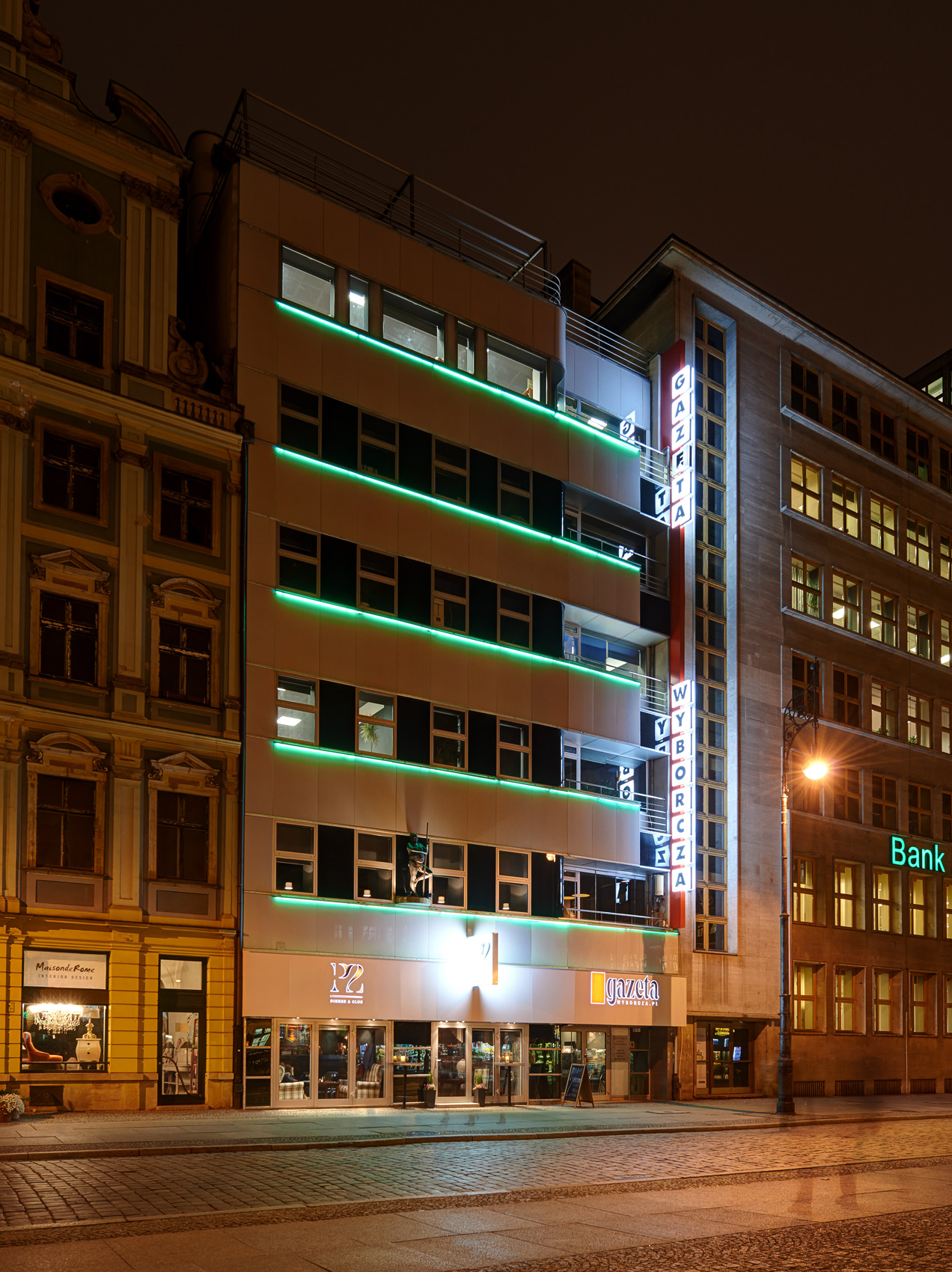
Apteka „Pod Murzynem” nocą

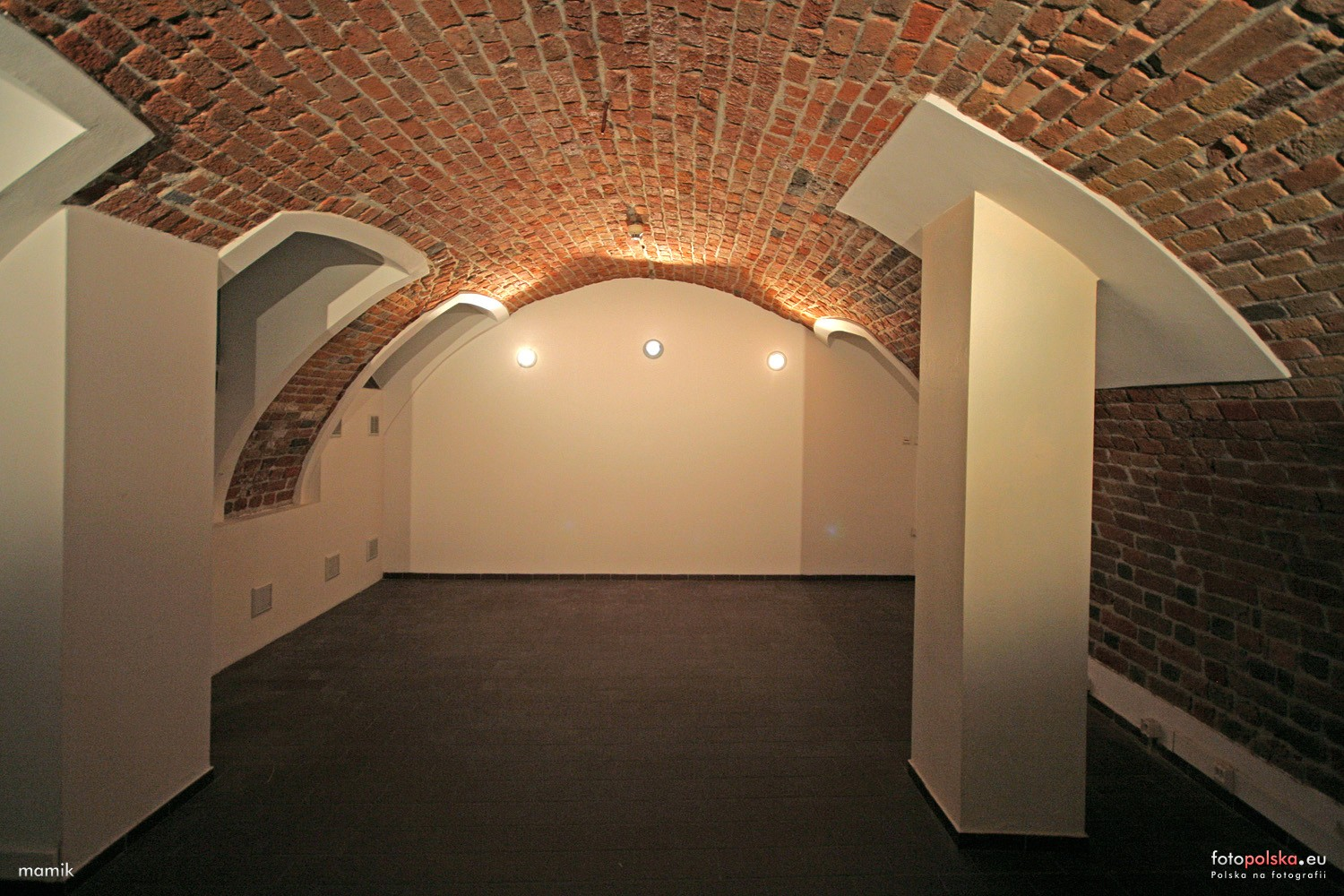
Gotyckie sklepienia w piwnicy budynku

Apteka „Pod Murzynem” (niem. Mohrenapotheke) – modernistyczny budynek biurowo-usługowy we Wrocławiu, znajdujący się w północnej pierzei placu Solnego pod numerem 2/3, wykonany według projektu Adolfa Radinga w latach 1925–1928 poprzez dwukrotną przebudowę dwóch starszych domów mieszczańskich, z których jeden mieścił działającą od średniowiecza aptekę. Obecnie budynek jest m.in. siedzibą wrocławskiego oddziału „Gazety Wyborczej”.

## Historia
Zanim w połowie lat dwudziestych XX w. w północnej pierzei placu Solnego powstał awangardowy modernistyczny budynek, od czasów średniowiecza stały tu dwie kamienice mieszczańskie. W jednej z nich co najmniej od drugiej połowy XV w. czynna była apteka. Dokładna data jej powstania nie jest znana, ale po raz pierwszy wzmiankowana jest w statucie regulującym działalność wrocławskich aptek wydanym w roku 1489 jako najmłodsza z czterech działających wówczas w mieście. Od początku nosiła nazwę „Mohren-Apotheke”, czyli apteka „Pod Murzynem”. Godło kamienicy z wizerunkiem głowy Murzyna i zarazem nazwa apteki kojarząca się z egzotyką były w tamtych czasach bardzo popularne. W Polsce czy w Niemczech podobnie nazywała się niejedna apteka wraz z mieszczącą ją kamienicą. Osobliwością rozsławiającą tę wrocławską aptekę była przechowywana w jej wnętrzu egipska mumia młodej kobiety, która żyła między 3000 a 600 rokiem p.n.e. Do Wrocławia sprowadził ją pod koniec XVI w. lekarz, przyrodnik i kolekcjoner osobliwości Laurentius Scholtz. Po jego śmierci w roku 1599 trafiła do apteki za sprawą ówczesnego jej właściciela Jacobusa Krausego i przechowywana była tam do roku 1945. Wśród mieszkańców rozniosła się nawet pogłoska, że proszek z mumii dodawany był do leków tam sprzedawanych. Inną atrakcją była też wykonana pod koniec XIX w. naturalnej wielkości figura Murzyna zdobiąca fasadę na wysokości pierwszego piętra, która niejednokrotnie stawała się przedmiotem rubasznych żartów studentów.
Obie średniowieczne kamienice przy pl. Solnym na przestrzeni wieków wielokrotnie zmieniały właścicieli, były też kilka razy przebudowywane, czego efektem były daleko idące zmiany w stosunku do stanu pierwotnego. Już w czasach nowożytnych jedynie piwnice i fundamenty zachowały swoje gotyckie kształty. Jedno się tylko nie zmieniło, w jednej z nich nieprzerwanie działała apteka wciąż nosząca tę samą nazwę. Kamienica z numerem 2 miała na początku XX w. barokową bryłę ukształtowaną w wyniku XVIII-wiecznej przebudowy. Był to dwuosiowy pięciokondygnacyjny dom z dwukondygnacyjnym szczytem w formie aedikuli ujętej w woluty i tympanon. Sąsiednia kamienica z numerem 3 mieszcząca aptekę była znacznie większa. Po raz ostatni była przebudowywana w drugiej połowie XIX w., kiedy dodano jej kolejną kondygnację mieszkalną. Po tej ostatniej rozbudowie była to kamienica czteroosiowa, posiadała cztery kondygnacje mieszkalne powyżej parteru i poddasze z lukarną, kryta była wielospadowym dachem z ozdobnym ażurowym grzebieniem, fasadę zdobiły naczółki otworów okiennych.
W roku 1898 kamienicę z apteką nabył farmaceuta żydowskiego pochodzenia Max Leschnitzer. Przez pierwsze lata jej prowadzenia, tak jak poprzedni właściciele zajmował znajdujące się nad apteką mieszkanie we wnętrzu kamienicy. Jednak po tym gdy się stamtąd wyprowadził, na początku lat dwudziestych opracował plan powiększenia i unowocześnienia apteki, natomiast mieszkania na wyższych kondygnacjach zamierzał zaadaptować na prywatne gabinety lekarskie i inne pomieszczenia na wynajem. Swoich planów nie zdążył jednak zrealizować, gdyż w roku 1924 zmarł. Prowadzenie apteki przejęła po nim jego żona Doris Leschnitzer. To właśnie ona zleciła w tymże 1924 przebudowę kamienicy wraz z apteką cenionemu wrocławskiemu architektowi, profesorowi Państwowej Akademii Sztuki i Rzemiosła Artystycznego Adolfowi Radingowi. Architekt ten współpracując ze swoim kolegą z wrocławskiej akademii Hansem Leistikowem wykonał projekt przebudowy w duchu modernizmu, zachowując przy tym pierwotny kształt mieszczańskiej kamienicy, co wymuszone było przez obowiązujące przepisy nakazujące projektowanie budynków w tej części miasta zgodnie z kształtem historycznej zabudowy otoczenia. W trakcie przebudowy usunięto wszystkie historyzujące detale z elewacji, uległa ona zgeometryzowaniu i uproszczeniu poprzez wprowadzenie wyraźnych podziałów horyzontalnych. Na jej pomalowanej na biało powierzchni wzdłuż dolnej i górnej krawędzi otworów okiennych każdej kondygnacji oraz na ścianie lukarny dodano ciemne biegnące poziomo kontrastujące z jasnym tynkiem listwy. Kondygnacja parteru mieszcząca aptekę została pokryta płytkami ceramicznymi, powiększono też jej witrynę. Jeszcze ciekawiej prezentowało się wnętrze apteki zaprojektowane przez Leistikowa pokryte różnokolorowymi prostokątnymi kaflami oraz lustrami optycznie powiększającymi powierzchnię pomieszczenia. Całość dopełniały zaprojektowane przez Radinga prostokątne lampy o matowych szkłach. W projekcie tym obaj autorzy inspirowali się osiągnięciami holenderskich twórców z grupy De Stijl. Przebudowę ukończono w roku 1925.
Kamienica z apteką w tej postaci funkcjonowała zaledwie nieco ponad dwa lata, bowiem już w roku 1927 rodzina Leschnitzerów weszła w posiadanie sąsiedniej kamienicy o numerze 2. Ponowną przebudowę kamienicy mieszczącej aptekę i gabinety lekarskie poprzez połączenie z nowo zakupionym budynkiem powierzono również Radingowi. Tym razem architekt dokonał znacznie bardziej radykalnej zmiany. Ponieważ nowo nabyta mniejsza kamienica miała niższy parter, a tym samym różnice między poziomami poszczególnych kondygnacji były zbyt duże, aby można było oba domy połączyć w dobrze funkcjonującą całość, dokonano rozbiórki mniejszej kamienicy, wznosząc w jej miejscu szkieletową konstrukcję żelbetową ze stropami kondygnacji na tej samej wysokości co w sąsiednim domu. Zburzona została także jego oficyna kamienicy mieszczącej aptekę, aby można było zabudować także podwórko. Wypełniona zabudową została cała powierzchnia działki zajmowana do tej pory przez dwie kamienice. Usunięto również poddasze starego budynku, a w jego miejsce wzniesiono dwie dodatkowe kondygnacje także z żelbetową konstrukcją szkieletową. Fasadę pokryto płytami nieprzezroczystego szkła w kolorze jasnopopielatym, z którymi kontrastowały czarne pasy otworów okiennych ze wstawionymi między nimi płytami z czarnego szkła. Całość dopełniały zaokrąglone balustrady balkonów w skrajnej osi zajmującej miejsce zburzonej kamienicy z numerem 2 oraz balustrada tarasu urządzonego na ostatnim szóstym piętrze.
W nowo wybudowanym obiekcie ponownie urządzono prywatne gabinety lekarskie i biura, mieściły się tu także mieszkania na wynajem, sala konferencyjna, inhalatorium oraz pracownia rentgenowska. Łącznie budynek mieścił 123 izby. Gabinety wynajmowali tu znani i cenieni wrocławscy lekarze, m.in. laryngolog Arnold Kriebel pełniący wówczas obowiązki naczelnego lekarza szpitala „Bethanien” (obecnie szpital im. Marciniaka przy ul. Traugutta), dermatolog Kurt Wiener, specjalista w zakresie chorób płuc i dyrektor ośrodka przeciwgruźliczego na Praczach Odrzańskich Ernst Brieger, dentysta Heinrich Aschkowitz, pediatra Selma Grünmandel, internista Walther Steinbrinck będący lekarzem naczelnym szpitala im. Wenzla-Hanckego przy ul. Komandorskiej, chirurg Heinrich Simon – ordynator w miejskim szpitalu Wszystkich Świętych oraz ortopeda Ruprecht Proske z kliniki uniwersyteckiej. Nowy budynek przy pl. Solnym mieszczący aptekę stał się więc wkrótce renomowanym ośrodkiem zdrowia w centrum miasta, zyskał też dzięki temu swoją drugą nazwę „Aerzte-Haus” (dom lekarzy). Działająca w dalszym ciągu apteka cieszyła się dużym powodzeniem i oprócz leków sprzedawała także kosmetyki opatrzone znakiem firmowym z głową Murzynka, m.in. mydło, proszek do zębów, kremy i wodę toaletową.
Projekt tego budynku i związana z nim współpraca z rodziną Leschnitzerów okazała się dla Radinga bardzo ważna, nie tylko ze względu na jego architektoniczną wartość, ale także odegrała rolę w jego życiu prywatnym. W roku 1928 po rozwodzie z drugą żoną Anną poślubił córkę właścicielki apteki Else Leschnitzer. Rok wcześniej otrzymał także zlecenie od Arnolda Kriebla, jednego z lekarzy prowadzących w tym budynku prywatną praktykę, wykonania projektu jego willi na osiedlu Zalesie. Projekt willi Kriebla okazał się wkrótce kolejnym znaczącym sukcesem w karierze Radinga.
W latach trzydziestych po objęciu władzy przez nazistów nastały trudne czasy dla rodziny Leschnitzerów. Jako Żydzi stali się przedmiotem szykan hitlerowskiej propagandy nawołującej do bojkotu żydowskich kupców. Podobnie było zresztą z częścią lekarzy praktykujących w budynku apteki mających żydowskie pochodzenie. Część z nich zdecydowała się opuścić Wrocław. Tragiczny los spotkał dentystę Aschkowitza, zginął on w roku 1938 w obozie koncentracyjnym w Buchenwaldzie. Już w roku 1933 na emigrację zdecydował się Adolf Rading, który wyjechał z żoną Else do Francji. W roku 1939 apteka i cały budynek z gabinetami lekarskimi zmienił ostatecznie właściciela. Przeszły w ręce aptekarza Roberta Triebla, który wcześniej w latach 1912–1929 prowadził w Bytomiu aptekę „Pod Aniołem”. Triebel był w posiadaniu apteki „Pod Murzynem” i prywatnych gabinetów lekarskich do czasu wyjazdu z Wrocławia w roku 1945.
Zniszczony w czasie oblężenia miasta budynek został odbudowany w latach powojennych, jednak w kształcie nieco odmiennym od pierwotnego. Ze względu na to, że odtworzenie szklanych płyt na fasadzie byłoby zbyt kosztowne jak na ówczesne powojenne lata, pokryto ją tynkiem. Nawiązując do pomysłu Radinga horyzontalnego podziału elewacji pomalowano ją w naprzemianległe pasy w dwóch kolorach. Jednak były to barwy zupełnie odmienne od oryginalnych. Przestrzenie między oknami na czterech kondygnacjach dawniej pokryte czarnym szkłem pomalowano na czerwono, natomiast pozostałą część, którą dawniej pokrywało jasne szkło, pomalowano farbą w kolorze oliwkowym. Na parterze w latach powojennych cały czas działała apteka, natomiast w górnych kondygnacja urządzono mieszkania. W roku 1993 budynek został wpisany do rejestru zabytków. Pod koniec lat dziewięćdziesiątych budynek nabyła spółka Żywiecka Grupa Inwestycyjna z zamiarem przebudowy domu na biurowiec z powierzchnią usługową w parterze. Projekt wykonany przez zespół architektów w składzie: Mariusz Szlachcic, Jacek Więckowicz i Robert Budny zakładał w dużej mierze powrót do postaci zaprojektowanej przez Radinga z przywróceniem szklanego pokrycia fasady i innych detali włącznie. Wbrew wcześniejszym zapowiedziom inwestora po remoncie wykonanym w roku 1998 na parterze budynku nie została otwarta apteka a oddział banku. Obecnie znajduje się tu lokal gastronomiczny. Tym samym ponad pięćsetletnia historia apteki „Pod Murzynem” dobiegła końca. W wynajmowanych pomieszczeniach biurowych wyższych kondygnacji swoją siedzibę ma m.in. wrocławska redakcja Gazety Wyborczej.
Ostatnim elementem renowacji budynku było odtworzenie figury Murzyna zdobiącej fasadę na wysokości pierwszego piętra. Zadania tego podjął się w roku 2000 wrocławski rzeźbiarz Stanisław Wysocki. Ze względu na to, że nie zachowały się rysunki oryginału ani dokładne zdjęcia, Wysocki zdecydował się na stworzenie czegoś całkowicie nowego. Do współpracy zaprosił swojego kolegę rzeźbiarza Eugeniusza Geta-Stankiewicza, który jako model ubrany w strój plemienny stojąc na jednej nodze i dzierżąc w rękach dzidę użyczył swojego ciała do wykonania odlewu w formie gipsowej . W marcu 2007 r. Get-Stankiewicz postanowił dokonać na Murzynie autolustracji i zawiesił na jego włóczni transparent z napisanym własnoręcznie oświadczeniem mówiącym, że nigdy nie współpracował z SB.

## Architektura
Apteka „Pod Murzynem” była pierwszym nowoczesnym budynkiem zbudowanym w duchu architektury Neues Bauen w strefie wrocławskiego Rynku, a jednocześnie drugim w historycznym centrum miasta po oddanym do użytku w roku 1928, zaprojektowanym przez Ericha Mendelsohna domu towarowym Rudolfa Petersdorffa przy ul. Szewskiej. W czasie prac projektowych nie obyło się bez ostrych dyskusji z władzami budowlanymi. Jego powstanie umożliwiło wznoszenie kolejnych nowoczesnych domów w historycznym centrum Wrocławia. W roku 1932 np. wybudowano w bezpośrednim sąsiedztwie apteki stykający się z nią od strony wschodniej gmach Miejskiej Kasy Oszczędności wzniesiony według projektu Heinricha Rumpa.
Budynek posiada wraz z parterem siedem kondygnacji i kryty jest płaskim dachem. Zajmuje w całości działkę o szerokości 13,02 m i głębokości 21,10 m. We wnętrzu działki znajduje się jedynie niewielkie podwórko doświetlane jasnymi kaflami, którymi wyłożone są ściany oficyn. Klatka schodowa została umieszczona w centralnie. W fasadzie wyraźnie zostały zaznaczone podziały horyzontalne, tworzą ją naprzemianległe pasy jasnoszarych szklanych płyt licujących ściany podparapetowe oraz ciemne pasy otworów okiennych i pokrywających ściany międzyokienne płyt czarnego szkła. Ciemne pasy na pierwszych czterech piętrach tworzą złudzenie charakterystycznych dla architektury modernizmu ciągów okien na całej długości elewacji. Tu jednak architekt mógł sobie na to pozwolić tylko na dwóch ostatnich piętrach posiadających konstrukcję szkieletową, gdzie rzeczywiście występują przeszklenia na całej długości. Na niższych piętrach ze względu na to, że zachowana została konstrukcja starej kamienicy usunięcie przestrzeni międzyokiennych było niemożliwe ze względu na właściwości nośne ściany. We wschodniej części fasady, w miejscu gdzie do roku 1927 stała niższa węższa kamienica ciągi okien przechodzą płynnie poprzez zaokrąglony narożnik w loggie. Ostatnie szóste piętro jest nieco cofnięte i poprzedzone tarasem, co zostało wymuszone przez władze budowlane miasta, aby budynek nie dominował swoją wysokością nad otaczającą go zabudową placu Solnego. Zaokrąglenia narożników oraz kształt balustrad loggii i tarasu na ostatnim piętrze zdradzają ciągle obecną w tamtym czasie u Radinga fascynację architekturą okrętów, której uległ także rok później projektując dom wielorodzinny nr 7 na wystawie WuWA. Dopełnieniem podziałów elewacji jest nocna oprawa świetlna, tworzą ją pasy świetlówek pod parapetami pierwszych czterech pięter oraz neon reklamowy nad parterem. Wertykalną przeciwwagą jest drugi neon wiszący na wysokości od pierwszego do czwartego piętra.
W czasie ostatniej renowacji nie wszystkim elementom fasady przywrócono kształt pierwotny. Na parterze zrezygnowano z zachowanego do lat dziewięćdziesiątych układu otworów drzwiowych i okiennych. Tworzyły go dwie pary umieszczonych centralnie drzwi oraz dwie prostokątne witryny w skrajnych częściach. Obecnie główne wejście do budynku znajduje się po prawej stronie, a kondygnacja parteru jest w całości przeszklona. Zrezygnowano także z czarnej stolarki okiennej, co osłabiło efekt pozornych ciągów okien na całej długości elewacji. Odtworzona została za to nocna oprawa świetlna w postaci dwóch neonów – pionowego z prawej strony oraz poziomego na parterem i czterech poziomych świetlówek umieszczonych pod parapetami.